# Steviopsis dryophila
Steviopsis dryophila là một loài thực vật có hoa trong họ Cúc. Loài này được (B.L.Rob.) B.L.Turner miêu tả khoa học đầu tiên năm 1988.